# Callopora longispinosa
Callopora longispinosa är en mossdjursart som beskrevs av Androsova 1958. Callopora longispinosa ingår i släktet Callopora och familjen Calloporidae. Inga underarter finns listade i Catalogue of Life.